# 이야기쇼 타임 워프
이야기쇼 타임 워프는 MBC 문화방송 계열사와 대전MBC, 청주MBC, 충주MBC, 전주MBC, 춘천MBC, 울산MBC가 공동으로 만든 프로그램이다.

## 출연진
이홍렬, 이자연, 나경훈, 박찬규, 폴리나, 이수진

### 연출
이은표, 윤성희, 권성주

### 작가
고나영, 오미영, 이지훈

## 방송 시간
- 대전MBC 오후 23시 15분 - 오전 00시 15분
- 청주MBC 오후 18시 50분 - 오후 19시 45분
- 충주MBC 오후 18시 50분 - 오후 19시 45분
- 전주MBC 오후 11시 05분 - 오전 12시 00분
- 춘천MBC 오후 18시 50분 - 오후 19시 45분
- 울산MBC 오전 8시 30분 - 오전 9시 30분